# Loissin
Loissin er en by og kommune i det nordøstlige Tyskland, beliggende i Amt Lubmin i den nordvestlige del af Landkreis Vorpommern-Greifswald. Landkreis Vorpommern-Greifswald ligger i delstaten Mecklenburg-Vorpommern.

## Geografi
Loissin er beliggende mellem Greifswald og Lubmin på Østersøkysten ved Dänische Wiek og Greifswalder Bodden. Cirka 15 kilometer vest for kommunen ligger byen Greifswald og seks kilometer mod øst ligger amtets administrationsby Lubmin. Nordvest i kommunen findes Naturschutzgebiet Lanken.
I kommunen ligger ud over Loissin, landsbyerne Gahlkow og Ludwigsburg.

## Eksterne kilder og henvisninger
- Wikimedia Commons har flere filer relateret til Loissin
- Kommunens side på amtets websted
- Befolkningsstatistik mm (Webside ikke længere tilgængelig)